# Lindow-Mann
Der Lindow-Mann, offizielle Bezeichnung Lindow II, (englisch Lindow man oder Pete Marsh) ist eine Moorleiche aus dem 1. Jahrhundert n. Chr., die 1984 im Lindow Moss bei Mobberley an der Grenze zu Wilmslow in der Grafschaft Cheshire bei Manchester im Nordwesten Englands entdeckt wurde.

## Lindow Moss
Das Moor Lindow Moss wurde bis in das Mittelalter als Allmende gemeinschaftlich bewirtschaftet. Ursprünglich umfasste es eine Fläche von mehr als 600 Hektar. Bis heute ist es auf ein Zehntel seiner ursprünglichen Fläche geschrumpft. Berichte aus dem 18. Jahrhundert über Ertrunkene belegen, dass das Moor in früheren Zeiten als gefährlicher Ort bekannt war. Über Jahrhunderte wurde aus dem Moor manuell Torf als Brennstoff gewonnen, bis der Abbau in den 1980er Jahren mechanisiert wurde. Bereits am 13. Mai 1983, ein Jahr vor dem Fund des Lindow-Manns, wurde etwa 250 m weiter nordöstlich die erste Moorleiche, Lindow I, im Lindow Moss entdeckt. Im Jahre 1987 traten die Reste einer dritten männlichen Moorleiche Lindow III zu Tage. Weitere, als Lindow IV bezeichnete Leichenteile wurden am 14. Juni und 12. September 1988 gefunden. Hierbei handelt es sich möglicherweise um fehlende Teile des Lindow-Mannes.

## Fundumstände

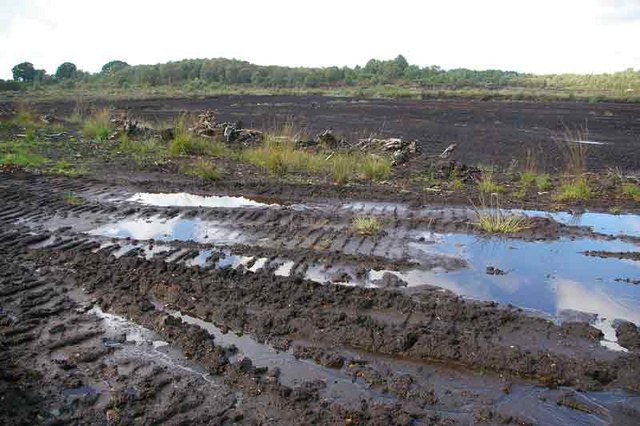
Das Lindow-Moss im Jahre 2006

Der Lindow-Mann wurde am 1. August 1984 von dem Torfstecher Andy Mould entdeckt, der bereits ein Jahr zuvor an der Entdeckung der Moorleiche von Lindow I beteiligt war. Mould barg einen holzähnlich aussehenden Gegenstand vom Förderband der Torfverarbeitungsmaschine und bewarf damit seinen Arbeitskollegen Eddie Slack. Als der Gegenstand zu Boden fiel und anhaftender Torf abbröckelte, wurde ein menschlicher Fuß erkennbar. Die herbeigerufene Polizei stellte den Fuß zwecks Untersuchungen sicher. Der Bezirksarchäologe Rick Turner wurde über den Fund benachrichtigt und es gelang ihm, weitere Überreste des Lindow-Mannes zu bergen. Da Teile der Haut bereits frei an der Oberfläche lagen und zu zerfallen begannen, bedeckte er den Körper mit frischem Torf, um sie vor weiterer Austrocknung zu schützen. Am 6. August 1984 wurde die Moorleiche durch Archäologen im Block geborgen. Bis zur Klärung, ob ein rezentes Verbrechen vorlag, wurde der Fund unter der Aufsicht der Polizei im Macclesfield Distrikt Council Krankenhaus in einer Kühlkammer der Pathologie zwischengelagert. Am 17. August bestätigte das mit der 14C-Datierung beauftragte Labor des Britischen Museums ein hohes Alter der Leiche von über 1000 Jahren, woraufhin der Gerichtsmediziner die Leiche für die Archäologen am 21. August freigab. In der Zwischenzeit ließ das Britische Museum eine geeignete Kühltransportkiste anfertigen, in der die Leiche bei einer konstanten Temperatur von 4 °C transportiert und aufbewahrt werden konnte. Ein Radiologe der Klinik gab der Moorleiche den Spitznamen Pete Marsh, ein Wortspiel aus den englischen Wörtern für Torf (peat) und Sumpf (marsh). Der Name wurde von der lokalen Presse aufgegriffen und verbreitet.
Fundort: 53° 19′ 17″ N, 2° 16′ 16″ W

## Befunde

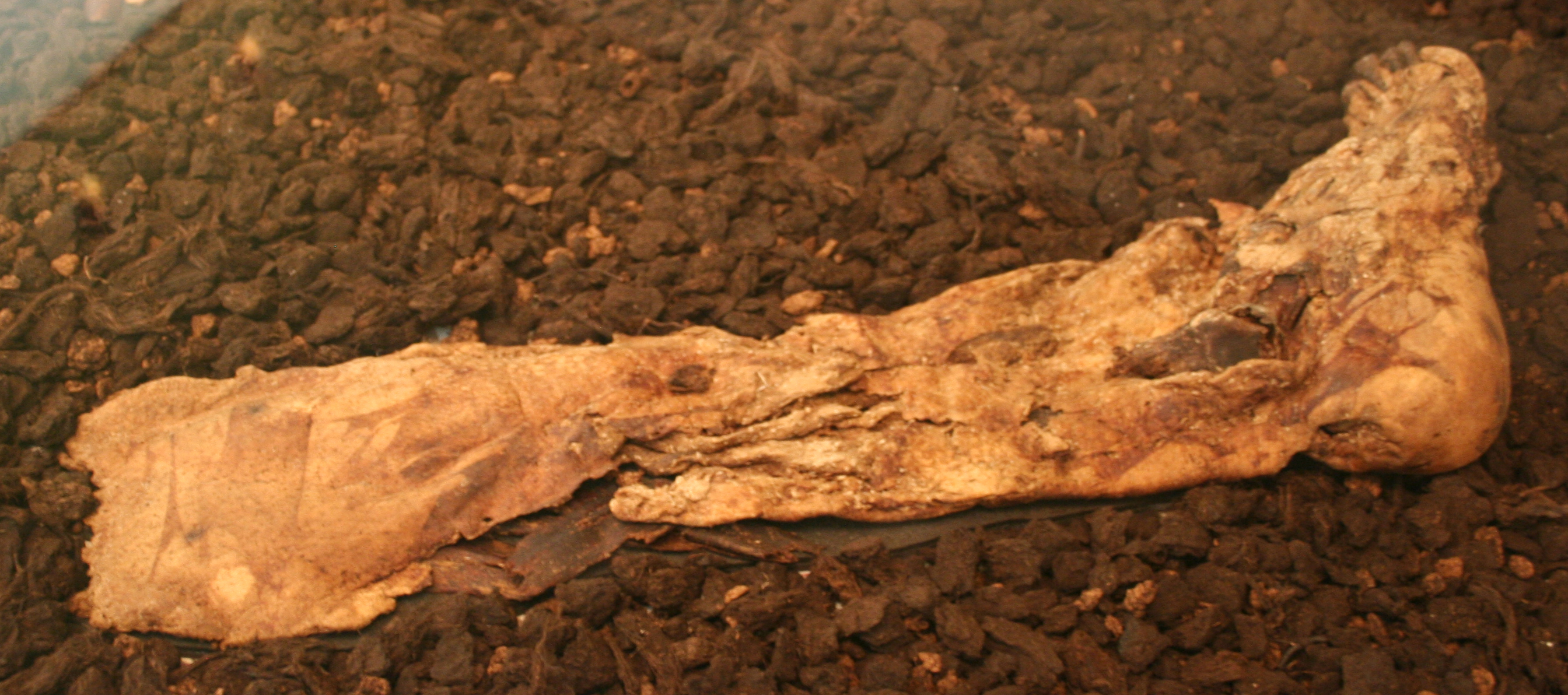
Der rechte Fuß

Bei der Freilegung aus dem Moorblock im Labor wurde ein in mehreren Fragmenten erhaltenes, schmales Armband aus Fuchsfell im Bereich des linken Oberarms gefunden. Außer diesem Armband konnte keine weitere Kleidung an der Leiche nachgewiesen werden. Genauere Untersuchungen auf Spuren vergangener Textilreste aus pflanzlichen Fasern wie Leinen oder Nessel fielen ebenso negativ aus wie Analysen zum Nachweis zurückgebliebener Farbstoffe wie Färberwaid oder Indigotin aus einer eventuell vergangenen Kleidung. Es kann deshalb mit hoher Wahrscheinlichkeit davon ausgegangen werden, dass der Mann nackt in das Moor gelangte.
Die Auswertung der am Fundplatz des Lindow-Mannes geborgenen Pollen und Pflanzenreste ergab, dass er in einer Zeit tiefgreifender landschaftlicher Umbrüche in das Moor kam, welche durch eine starke Abnahme der Waldflächen und die Intensivierung der Landwirtschaft gekennzeichnet war. Mehrere Jahrzehnte zuvor war das Moor deutlich trockener mit einem Wasserspiegel von nur 5 bis 10 cm unterhalb der Oberfläche. In den Jahren vor dem Tod des Lindow-Manns wurde das Moor, bedingt durch einen drastischen Klimawechsel mit Temperaturabsenkungen von durchschnittlich 1 °C und mit um 10 % höheren Niederschlägen deutlich feuchter. Es bildeten sich zahlreiche mit Wasser gefüllte Tümpel. Dieser Klimawechsel muss auch dramatische Auswirkungen auf die damalige Landwirtschaft gehabt haben. Zu dieser Zeit war es wahrscheinlich kaum noch möglich, die Mooroberfläche zu begehen, ohne dabei teilweise knietief einzusinken.
Der Lindow-Mann wurde in einem dieser mit Moorwasser gefüllten Tümpel versenkt, der erst nach und nach durch die Ablagerung von pflanzlichem Material verlandete. Die Arten der vorgefundenen Reste von Käfern, Insekten und Krebstieren wie Wasserflöhen bestätigen die Theorie, dass der Körper des Mannes noch einige Zeit unter Wasser auf der Moorschicht lag, bevor er vollständig vom Moor eingeschlossen wurde. Diese Moorschicht war in einem ursprünglichen Zustand ohne Anzeichen menschlicher Bewirtschaftung, lediglich darüber liegende Fundschichten weisen solche Spuren auf. Bedingt durch die inhomogene Zusammensetzung der Moorschichten um den Körper, mit unterschiedlichen chemischen und physikalischen Eigenschaften, waren die Erhaltungszustände der verschiedenen Körperregionen entsprechend verschieden. Nach dem Tode wuchs die Moorschicht um etwa 3 cm pro Jahr über der Leiche weiter.
Um die genaue Form und die räumlichen Maße zu dokumentieren sowie spätere plastische Veränderungen an dem Fund aufzeigbar zu machen, wurde der Lindow-Mann photogrammetrisch vermessen. Aus den im 10 mm Raster von der Ober- und Unterseite gewonnenen Daten wurde ein Höhenliniendiagramm sowie ein dreidimensionales digitales Modell erstellt.

### Körperliche Befunde

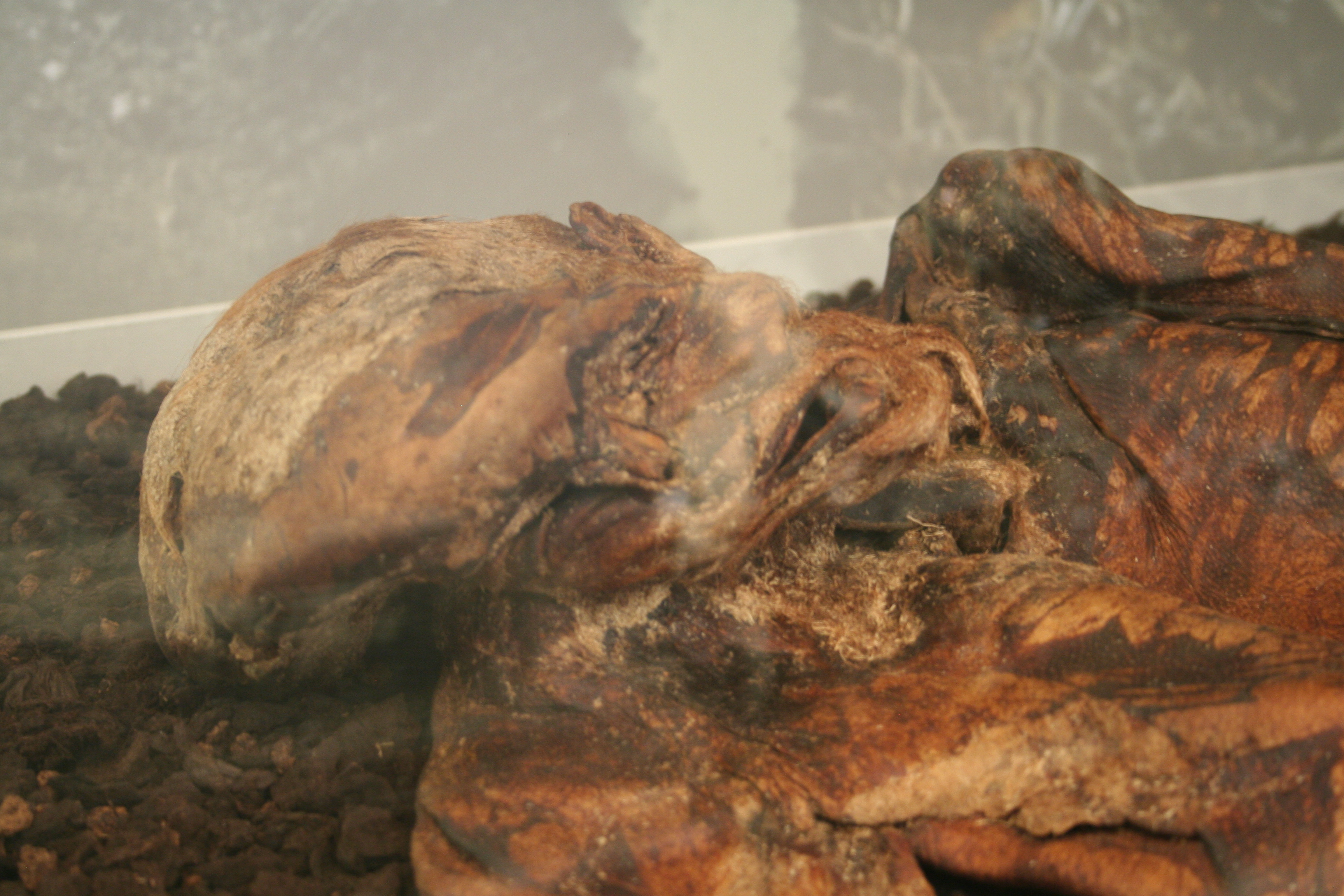
Das Gesicht des Mannes

Der Lindow-Mann lag mit dem Gesicht nach unten in einer Tiefe von etwa 250 cm im Moor. Kopf, Oberkörper, Arme und Teile des rechten Fußes und Unterschenkels konnten geborgen werden. Der Unterkörper, einschließlich der Genitalien und Beine, ist unterhalb des 5. Lendenwirbels durch die Torfabbaumaschine abgetrennt worden, und die fehlenden Teile waren zunächst nicht auffindbar. Teile der Unterarme und Fingerknochen sind vergangen. Das Skelett des Mannes ist durch die Lagerung im Moor entkalkt und aufgeweicht. Der Körper wurde vom Gewicht der ihn bedeckenden Torfschicht etwas flachgedrückt. Die intakte Haut hat eine weiche. lederartige Struktur und ist von dunkelbrauner Farbe. Der Körper des Lindow-Manns zeigt eine kräftig ausgeprägte Muskulatur, jedoch keine Anzeichen schwerer körperlicher Arbeit. Die Fingernägel machen auch heute noch einen gepflegten und manikürten Eindruck. Haare, Bart, Schnurrbart und die Koteletten sind sorgfältig getrimmt und waren ursprünglich dunkelbraun. Sein Genick ist stark abgewinkelt, und der auffallend große Kopf ist extrem weit nach vorne geneigt. Das Kinn wird durch die rechte Schulter niedergedrückt. Die rechte Ohrmuschel ist aufgrund des vergangenen Knorpels deformiert. Die Gesichtshaut hat sich vom Nasenknorpel gelöst und ist wellig verschoben. Die Augen sind vergangen, jedoch sind Augenlider und Brauen gut erhalten. Beim Öffnen der Lippen waren die Zunge und einige lose Zähne sichtbar. Trotz der Beschädigungen durch die Torfabbaumaschine ist der rechte Fuß noch gut erhalten. Der Mann war bis zu seinem Tod in einem allgemein guten gesundheitlichen Zustand, von kräftiger, mesomorpher Statur und knapp über 25 Jahre alt. Abgeleitet von seinen Oberarmknochen war er etwa 168 bis 173 cm groß. Damit war er etwas größer als der Durchschnitt seiner Zeitgenossen, aber etwas kleiner als der Durchschnitt der gegenwärtigen britischen Männer. Das Körpergewicht des gut ernährten Mannes betrug zu Lebzeiten um die 60 bis 65 kg. R. A. H. Neave und R. Quinn ordnen den Mann anhand radiologischer Befunde und entsprechend dem angelsächsischen Sprachgebrauch der „Kaukasischen Rasse“ zu. Die Geschlechtsbestimmung erfolgte aufgrund der Körperbehaarung (Bart), der ausgeprägten Muskulatur und des Knochenbaues.
Bei den am 14. Juni und 12. September 1988 in unmittelbarer Nähe im Lindow Moss gefundenen, als Lindow IV bezeichneten Teilen des Gesäßes, des linken Beins und rechten Oberschenkel eines erwachsenen Mannes handelt es sich möglicherweise um fehlende Teile des Lindow-Mannes.

### Medizinische Befunde

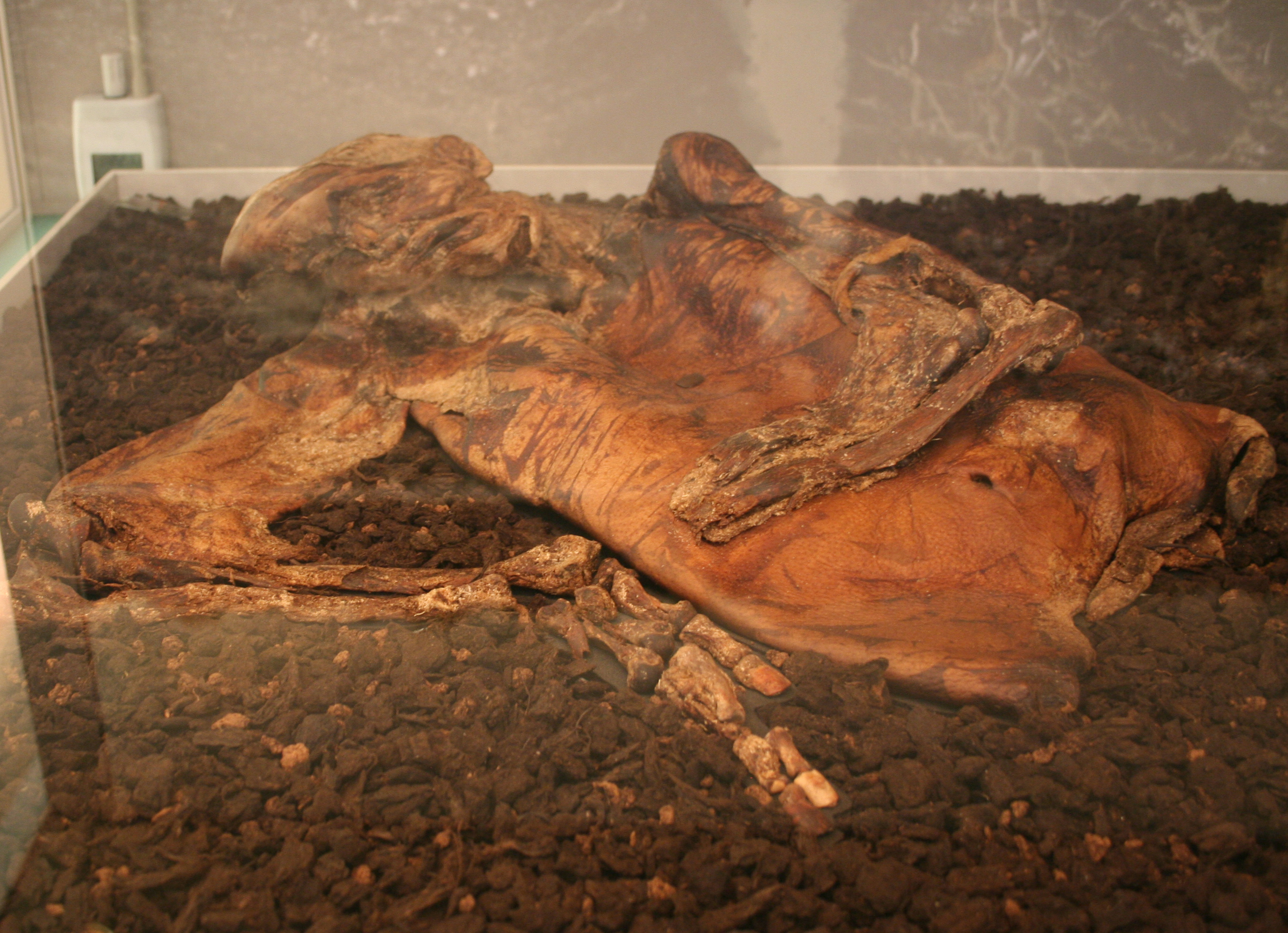
Oberkörper des Lindow-Mannes mit offenem Unterleib

Untersuchungen des Leichnams in den Monaten Oktober und November 1984 mit unterschiedlichen bildgebenden Verfahren wie Röntgen, Computertomographie (CT), Xeroradiographie in verschiedenen Londoner Fachkliniken sowie einer Magnetresonanztomographie beim Röntgengerätehersteller Picker International erbrachten aufgrund der demineralisierten Knochen qualitativ sehr unterschiedliche Resultate. Es ließen sich aber deutlich die Frakturen des Schädels, des dritten und vierten Halswirbels sowie der siebten und achten hinteren Rippe auf der linken Seite abbilden. Die Rippenfrakturen wurden dem Mann erst unmittelbar vor Eintritt des Todes beigebracht. Vier Brustwirbel sowie fünf Lendenwirbel zeigten leichte Spuren einer beginnenden Arthritis und Schmorl-Knorpelknötchen, was jedoch für einen körperlich aktiven, kräftigen Menschen mittleren Alters im normalen Rahmen liegt.
Forensische Analysen erbrachten weitere Details zum körperlichen Befund des Mannes. So konnte er der Blutgruppe 0 zugeordnet werden, wie sie im heutigen Großbritannien vor allem bei Personen keltischer Abstammung häufig ist. Durch die Öffnung des abgetrennten Unterkörpers konnte am Thorax und der Bauchhöhle eine endoskopische Obduktion durchgeführt werden, ohne den Körper dafür an intakten Stellen verletzen zu müssen. An inneren Organen waren Teile des oberen Verdauungstraktes wie Magen, Zwölffingerdarm und Leerdarm erhalten, deren Gewebe nur noch sehr dünn waren und wenig intaktes Kollagen und Zellmaterial aufwiesen. Weitere Organe wie Lunge, Herz, Leber oder Gallenblase konnten nicht mehr nachgewiesen werden. Durch den Mund wurde der Mund- und Rachenraum bis zur abgeschnürten Stelle des Halses endoskopiert. Dabei erwies sich die Abschnürung der Luft- und Speiseröhre als so dicht, dass ein Eindringen von Moorwasser in den Magen und infolgedessen eine Kontaminierung des Mageninhalts über diesen Weg ausgeschlossen werden konnte. Die endoskopische Untersuchung des Schädels durch die offene Fraktur am Hinterkopf zeigte, dass das Gehirn nur noch als kleine, zusammengeschrumpfte, unförmige und zähe Masse vorlag.
Die Haut des Mannes war durch die Moorsäuren lederartig gegerbt. Lediglich die obere Epidermis war vergangen. Die Hautoberfläche zeigte keine krankhaften, vor dem Tode entstandenen Veränderungen. Einige Körperstellen zeigten pockennarbige Oberflächen, die sich jedoch erst post mortem durch Reaktionen im Moor gebildet hatten. Das Haupthaar des Mannes war außerordentlich gut erhalten, mit deutlich abgegrenzten Haaransätzen. Die Haare zeigten keine auffälligen Veränderungen gegenüber rezentem Haarmaterial. Die kurze, glatte Frisur war vorne sowie seitlich etwa 10 mm und hinten bis zu 50 mm lang. Unter UV-Licht sichtbare grüne Farbspuren, anfangs als ein auf Kupfer basierendes Pigment zur Färbung der Haare gedeutet, stellten sich als ein Reaktionsprodukt des Keratins der Haare mit der Moorsäure heraus. Haarfärbemittel wurden nicht nachgewiesen. Elektronenmikroskopisch zeigte sich, dass die etwa 6 bis 20 mm langen Barthaare des Mannes noch kurz vor seinem Tode gestutzt worden waren, jedoch war der Schnurrbart im Vergleich zum Haupthaar nachlässiger getrimmt und wies einige eingeschnittene Ecken auf. Die Schnittflächen der einzelnen Barthaare wiesen Stufen auf, wie sie beim Gebrauch von Schere oder Pinzette entstehen. Die Verbreitung von Scheren ist in Britannien bisher jedoch erst später, seit der römischen Besetzung, nachweisbar. Die erhaltenen Fingernägel haben sich von den Fingern gelöst und wurden, vermutlich aufgrund von Bewegungen im Wasser des Tümpels, etwas von der Position der Finger verlagert vorgefunden. Die elektronenmikroskopische Untersuchung der Fingernägel zeigte, dass sie längere Zeit vor dem Tode letztmals geschnitten wurden. Die Schnittränder der Nägel waren gleichmäßig abgerundet. Die Nageloberflächen zeigten keine Zersetzungsspuren durch die lange Lagerung im Moor. Sie waren jedoch braun verfärbt und wirkten wie von einem lebenden Menschen. Die Oberflächen waren intakt, wirkten poliert und wiesen bei 1000facher Vergrößerung nur wenige leichte Kratzer quer zur Wuchsrichtung auf, die parallel zur Nagelkante verliefen. An den Nagelbetten fehlte stellenweise die Nagelhaut, und nur dort zeigten die Nägel eine ausgefranste, verwitterte Oberfläche. Vergleiche mit den Nägeln moderner Menschen führen zu dem Schluss, dass der Lindow-Mann keine körperliche oder handwerkliche Arbeit mit seinen Händen verrichtete. Allerdings ließ sich die Ursache der Kratzer mangels genügend publizierter Vergleiche nicht genauer ermitteln.
Die 30 erhaltenen Zähne des Lindow-Manns waren karies- und parodontitisfrei und nur mäßig abgekaut. Lediglich zwei wurden nicht wiedergefunden, waren aber bis zu seinem Lebensende vorhanden. Einer der Molaren wies eine größere seitliche Absplitterung auf, die vermutlich durch die starken Schläge auf den Kopf des Mannes verursacht wurde. Durch die Lagerung im sauren Moormilieu waren die Zahnschmelzauflagen und Teile der Dentinschichten aufgelöst, so dass die Zähne kleiner wirken und von dunkelbrauner Farbe sind. Die Fraktur des Unterkiefers wurde möglicherweise post mortem durch die Lagerung im Moor und den Druck des umliegenden Erdreichs verursacht. Aufgrund der Gebissmerkmale wird das Alter des Mannes auf 25 bis 30 Lebensjahre geschätzt.

### Letzte Mahlzeit
Der säurehaltige Torf hat den Inhalt des Magens und des oberen Dünndarms konserviert. Er lag als gut durchgekaute, feinkörnige, braune Masse von etwa 20 g vor, in der die Reste von etwa 16 verschiedenen Pflanzen nachweisbar waren. Die Hauptbestandteile waren geröstetes Getreide (Weizen, Roggen, Hafer) und Kleie von Weizen, Hafer und Trespe. Daneben waren verschiedene andere Kräuter nachweisbar. Außerdem fanden sich zahlreiche Haare kleiner, nicht näher bestimmbarer Säugetiere sowie etwas Gesteinsmehl, das höchstwahrscheinlich vom Abrieb einer Getreidemühle stammt und mit dem gemahlenen Getreide in die Nahrung gelangt war. Im Mageninhalt waren außerdem zahlreiche Pollen, hauptsächlich von Getreidepflanzen, vorhanden, die auf einen Todeszeitpunkt im Frühjahr hindeuten. Neben den Getreidepollen konnten vier Pollen von Misteln identifiziert werden. Allerdings fanden sich keine weiteren Pflanzenteile der Mistel wie Kerne oder Beeren. Die für den Menschen giftigen Misteln können bei Verzehr Krampfanfälle verursachen. Diese geringe Menge an Mistelpollen wurde wahrscheinlich eingeatmet oder versehentlich über die Nahrung aufgenommen. Sie spricht dafür, dass der Lindow-Mann in den Monaten März oder April verstarb. Es fanden sich auch Sporen von Brandpilzen, mit denen das genossene Getreide demnach infiziert war. Aufgrund der geringen Menge an Mageninhalt kann der Lindow-Mann vor seinem Tode nur einen kleinen Imbiss zu sich genommen haben. Höchstwahrscheinlich bestand diese letzte Mahlzeit im Wesentlichen aus einem gerösteten Brot, wahrscheinlich in der Form eines Fladens. Die vorgefundenen Getreidereste zeigen an, dass das Getreide bei der Zubereitung auf 200 bis 250 °C erhitzt worden war. Ähnlich zusammengesetzte letzte Mahlzeiten konnten auch in anderen ermordeten Moorleichen nachgewiesen werden wie z. B. dem Grauballe-Mann aus Dänemark, in dessen Magen jedoch mehr als 60 verschiedene Pflanzen identifiziert wurden. Neben den Speiseresten waren im Darmtrakt des Lindow-Mannes befruchtete und unbefruchtete Eier von Spul- (Ascaris lumbricoides) und Peitschenwürmern (Trichuris trichiura) vorhanden. Einen ähnlichen Wurmbefall wiesen auch zahlreiche andere Moorleichen wie die Männer von Tollund und Grauballe auf. Ein mäßiger Befall verursacht einem gesunden Träger kaum gesundheitliche Einschränkungen, jedoch lässt die Anzahl der gefundenen Eier vermuten, dass der Lindow-Mann zu Lebzeiten merkliche Beschwerden wie Appetitlosigkeit, Blutungen, Durchfall oder leichte Schmerzen hatte.

### Todesursache

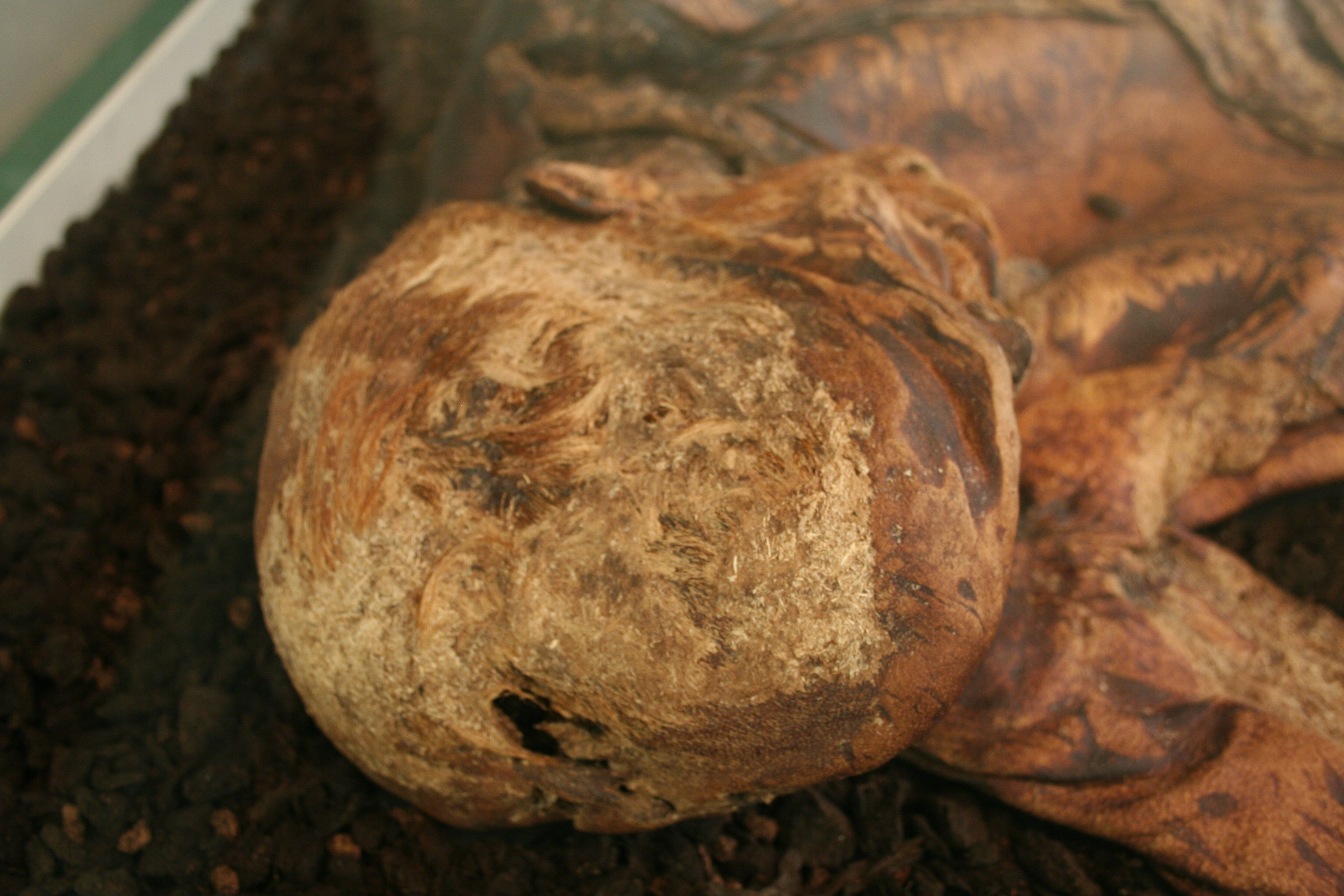
Schädel mit offener Fraktur

Der Lindow-Mann wurde auf mindestens drei Arten getötet, die jede für sich bereits sicher zum Tode geführt hätten. Der Hinterkopf war durch zwei kurz aufeinander folgende Schläge mit einem axtähnlichen Gegenstand eingeschlagen, der Hirnschädel erhielt einen mäandrierenden Bruch, und ein Knochensplitter drang dabei tief in das Gehirn ein. Die Schläge haben eine 35 mm lange offene Wunde in der Kopfhaut hinterlassen, deren Wundränder deutliche Anzeichen einer Anschwellung zeigen, also muss er diese Schläge einige Zeit vor Eintreten des Todes erhalten haben. Diese Verletzung führte sicher zu einer längeren Bewusstlosigkeit, die er noch mehrere Stunden überlebt haben könnte. Nach Lage der Wunde wurde er entweder stehend oder kniend von hinten erschlagen.
Der Hals zeigte tiefe Würgemale, die von einer Schnur aus Tiersehnen herrührten. Die etwa 370 mm lange und 1,5 mm im Querschnitt messende Schnur aus zwei in starker S-Drehung verzwirnten Sehnen wurde eng um den Hals des Mannes verknotet. Sie besitzt an beiden Enden je einen Überhandknoten, die durch einen dritten, als Laufknoten ausgeführten Überhandknoten miteinander verbunden sind, wobei das lose Ende nur durch seinen Endknoten gestoppt wird. Mit dieser Schnur wurde dem Mann möglicherweise auch das Genick gebrochen (garrotiert). Falls die Schnur als Garrotte diente, wäre die vorliegende Knotentechnik dafür denkbar ungeeignet und ließe vermuten, dass sie von einem Laien ausgeführt wurde, sie findet jedoch zahlreiche Parallelen bei rezenten Morddelikten. Die Herkunft der Sehne konnte nicht näher bestimmt werden, jedoch fielen Tests auf Rind, Pferd, Schwein, Reh, Schaf und Mensch negativ aus.
Die dritte, ebenfalls tödliche Verletzung war ein tiefer Messerstich in die rechte Vorderseite des Halses, der eine 6 cm lange Wunde hinterließ und den rechten Teil des Kehlkopfknorpels sowie die Halsvene anschnitt. Bei einer weiteren möglichen Stichwunde im oberen rechten Brustkorb lässt sich nicht mehr sicher bestätigen, ob diese vor dem Tode beigebracht wurde oder ob sie erst viel später, möglicherweise durch die Bergung entstand.
Zur Rekonstruktion der Todesumstände existieren mehrere Hypothesen. Der Gerichtsmediziner Iain West rekonstruiert den Ablauf wie folgt: Zuerst erhielt der stehende oder kniende Mann zwei kräftige Schläge mit einem axtähnlichen Gegenstand auf den Kopf, wodurch er das Bewusstsein verlor und nach vorn fiel. Als Nächstes erhielt er einen heftigen Schlag auf den Rücken, wobei die Rippen brachen, und einen weiteren auf den Hinterkopf. Daraufhin wurde dem Mann die Sehnenschur um den Hals geknotet und mit einem eingeschobenen Gegenstand so lange verdreht, bis seine Halswirbelknochen brachen. Anschließend wurde ihm der Stich in den Hals beigebracht. Die angeschnittene Halsvene in Verbindung mit der Stauung durch den Strick begünstigte dabei das Ausbluten des Körpers.
Robert Connolly, Anthropologe an der University of Liverpool, stellte eine andere Theorie auf, wonach der Lindow-Mann mehrere Schläge auf den Kopf erhielt, wodurch er ohnmächtig wurde. Danach wurden ihm mit einem weiteren Schlag auf das Genick die Halswirbel gebrochen. Die Sehnenschur war seiner Ansicht nach nur ein Halsband, da die Enden der Sehne sehr dicht an den Endknoten abgeschnitten waren, was gegen eine Verwendung als Würgeschur sprechen würde. Die weiteren Verletzungen an Hals und Brust sind seiner Ansicht nach erst post mortem entstanden.

### Datierung
Die Beantwortung der Frage, wann der Lindow-Mann lebte, stellte sich als problematisch heraus. Die Radiokohlenstoffdatierung (14C-AMS-Beschleuniger-Massenspektrometrie) mehrerer Proben aus dem Torf, in dem der Tote lag, ergab, dass er etwa um 300 v. Chr. ins Moor geriet, wohingegen die Proben aus dem Körper wie Knochen, Haut und Haar einen Todeszeitpunkt zwischen 20 und 90 n. Chr. implizieren. Das Britische Museum gibt als Datierung circa 2 vor Chr. bis 119 n. Chr. an. Für eine genauere Eingrenzung wären weitere Analysen notwendig. Sicher kann der Lindow-Mann jedoch in die römische Kaiserzeit datiert werden, wobei in der Wissenschaft die Tötung des Lindow-Mannes häufig im Zusammenhang mit der römischen Besetzung Britanniens diskutiert wird.

## Konservierung
Da Moorleichen nach dem Freilegen schnell austrocknen und zerfallen, wurde der Lindow-Mann bis zur Entscheidung über die endgültige Konservierungsmethode in der Kühltransportkiste aufbewahrt. Nach Rücksprache mit dem Dänischen Nationalmuseum und anderen mit der Konservierung von Moorleichen erfahrenen Institutionen wurde beschlossen, den Lindow-Mann nicht wie bisher üblich konventionell zu trocknen oder zu gerben, da die Leiche durch diese Prozeduren zu stark und irreversibel verändert wird. Die Konservatoren entschlossen sich stattdessen für eine Gefriertrocknung. Um die Schrumpfung und Deformation des Körpers beim Trocknungsprozess zu vermindern, wurde er mit einer Lösung aus 15 % Polyethylenglykol 400 und 85 % Wasser getränkt. Dieses besonders bei der Konservierung von Holz bewährte Verfahren war noch nicht an Moorleichen praktiziert worden, weshalb die Konservatoren zahlreiche Versuche an Schweinehaut und -knochen durchführten, die für einige Monate im Moor gelagert wurden, um das optimale Verfahren vorab zu testen. Nach erfolgter Konservierung wies der Lindow-Mann lediglich eine Schrumpfung von weniger als 5 % auf, wobei die Weichteile noch flexibel blieben und die Haut stellenweise etwas heller wurde. Hautproben des Lindow-Mannes, die ohne Vorbehandlung probeweise getrocknet wurden, schrumpften dagegen um mehr als 50 %. Seither wird der Lindow-Mann in einer klimatisierten Vitrine bei 19 °C und 55 % relativer Luftfeuchtigkeit im Britischen Museum in London aufbewahrt. Von April 2008 bis April 2009 waren die Überreste des Lindow-Mannes als Leihgabe im Manchester Museum zu sehen.
Basierend auf dem relativ guten Erhaltungszustand der Leiche wurde eine Gesichtsrekonstruktion angefertigt, um ein mögliches Aussehen des Lindow-Mannes zu Lebzeiten präsentieren zu können. Dieses Vorhaben gestaltete sich aufgrund der aufgeweichten, entkalkten Knochen, der zahlreichen Frakturen des Schädels sowie des flachgedrückten Leichnams dennoch als schwierig, da die ursprüngliche Schädelform aus den verschobenen und stark deformierten Fragmenten rekonstruiert werden musste.

## Deutung
Die mehrfache Tötung des Lindow-Mannes bietet Stoff für zahlreiche Deutungsversuche, die in der Wissenschaft noch nicht zu einem eindeutigen Ergebnis geführt haben. Als Grund für den Tod des Mannes kommt in Betracht, dass er höheren Mächten geopfert wurde, sich freiwillig als Menschenopfer zur Verfügung stellte, Opfer eines Raubüberfalls wurde oder dass er als Gefangener oder verurteilter Verbrecher hingerichtet wurde. Die Mehrfachtötung einer Person deutet stark auf einen Ritualmord hin, allerdings gehen die Meinungen in der Wissenschaft darüber auseinander, ob es sich um ein Menschenopfer, eine Exekution oder auch beides handelt. Mit mehr als 100 Vergleichsfunden sind Mehrfachtötungen von in Mooren deponierten Personen eine gut dokumentierte Verfahrensweise historischer Gesellschaften.
Nach Don Brothwell ist der Lindow-Mann eines der komplexesten Beispiele für den „Overkill“ einer Person. Er vermutet einen rituellen Hintergrund für die Tat. Eine Mehrfachtötung als Strafe für einen einfachen Mord oder als Folge eines Raubüberfalls hält er für zu ausgefallen. Möglicherweise haben auch die verkohlten Brotreste im Magen des Mannes einen rituellen Hintergrund, die demzufolge dann nicht aus Versehen verspeist wurden. Anne Ross und Don Robins vermuten aufgrund der fehlenden Spuren harter körperlicher Arbeit und des guten Gesundheitszustandes im Lindow-Mann einen hochgestellten Druiden, der möglicherweise am Beltanefest am 30. April wegen der römischen Invasion im 1. Jh. keltischen Göttern geopfert wurde. Die Tötung des Mannes auf drei verschiedene Weisen kann nach Meinung von Ross zudem anzeigen, dass mit dem Opfer drei unterschiedliche Götter angesprochen werden sollten. Dagegen vermutet der Schriftsteller John Grigsby eine Art Königsopfer im Rahmen eines Fruchtbarkeitskultes, ähnlich den Attis- und Osiriskulten im antiken Griechenland und dem alten Ägypten.